# Ciudad Latina
Ciudad Latina es un barrio ubicado en el municipio de Soacha (Colombia), perteneciente a la Comuna 1 de Compartir. 
Fue uno de los primeros barrios fundados en el sector, a mediados del año 1982.

## Geografía
Territorio en gran parte llano, siendo el sur de la comuna en forma montañosa, bañado por el límite oeste con el río Bogotá y al norte por el Canal Canoas.

### Límites
- Norte: Llanos de Soacha y Ciudad de Quito
- Sur: Compartir y Nuevo Horizonte
- Oeste: Quintas de Santa Ana
- Este: Paseo Real, Villa Italia, Reserva de Tierra Blanca y Villa la Esperanza

## Historia
En el año 1982 como respuesta a la necesidad de vivienda que cientos de personas tenían, la organización social Central Nacional Provivienda - Cenaprov, emprende la ejecución de un proyecto de vivienda destinado a beneficiar a las familias menos favorecidas que en su momento llegaban al municipio de Soacha.

## Educación y cultura
El barrio Ciudad Latina alberga un gran número de instituciones educativas, que proporcionan a su población acceso a educación de calidad y a un crecimiento sociocultural fortalecido, estas instituciones son:
- I.E. PÚBLICAS: I.E. Ciudad Latina

- I.E. PRIVADAS: Colegio Infantil Latino, Colegio San Deyc.

## Acceso y transporte
Ciudad Latina posee rutas que van dirigidas a los otros barrios de Soacha y algunos lugares importantes de Bogotá mediante las rutas del Corredor de esta ciudad con el municipio. 
El sector cuenta con vías internas sobresalientes, por su importancia las cuales son:
- La Avenida Indumil / Carrera 17 que atraviesa el sector sur a norte conectando con la Carrera 7.
- Calle 30 Sur que conecta de sur a norte con el barrio Villa la Esperanza, Villa Italia y Ciudad de Quito.
- Carrera 15F

## Sitios de interés
- Parque Cuba
- Club recreativo y social Compartir
- Indumil - Fábrica José María Córdova